# 伊莉莎贝塔·卡娜丽斯
伊莉莎贝塔·卡娜丽斯（Elisabetta Canalis，義大利語發音：[elizaˈbetta kaˈnaːlis]，1978年9月12日—），是意大利女演员、表演女郎。

## 早年
伊莉莎贝塔·卡娜丽斯生于意大利撒丁岛薩薩里。她的父亲Cesare是萨萨里大学的临床放射学家，她的母亲布鲁纳是一位意大利教师。她有一个弟弟叫路易吉，也是一个放射科医生，卷入瑞士债务丑闻。 卡娜丽斯在萨萨里接受教育，然后搬到米兰，在米兰大学学习外语，她没有毕业，21岁时就在西尔维奥·贝卢斯科尼的电视频道Canale 5开始工作，作为一个舞者。

## 演艺生涯

### 表演和主持
伊莉莎贝塔·卡娜丽斯从1999年到2002年在Canale 5电视节目《Striscia la notizia》里担任舞蹈演员。她在电影《憨直舞男2:欧洲种马》、《处女地》出演小角色后者是罗伯特·卡沃利（Roberto Cavalli）出品的喜剧。2005年，她取代了繁忙的米切尔·亨泽尔（Michelle Hunziker）主持《Love Bugs》(Un gars, une fille)第二季。2007年，她共同主持意大利年度音乐节《Festivalbar》，但电视播出关闭。2009年，她代替怀孕的伊莲娜·桑塔拉莉（Elena Santarelli）主持意大利版的MTV节目《Total Request Live》。。2008年，她主持莫雷蒂啤酒杯，那不勒斯、AC米兰、尤文图斯之间的夏季足球比赛。
2010年，她在特纳电视网剧集《偷天任務》第三季出演2011年2月，她和詹尼·莫兰迪（Gianni Morandi）、贝伦·罗德里格斯（Belen Rodriguez）联合主持了最重要的意大利歌曲大赛——聖雷莫音樂節。在音乐节她采访了罗伯特·德尼罗。她参与第13季《与星共舞》。2011年9月27日，她和搭档Valentin Chmerkovskiy第二次被淘汰。2011年9月，出演《艾倫·狄珍妮秀》。虽然她穿着动物皮的包包和鞋子，她参与了2011年善待动物组织（PETA）的“我宁可裸体也不穿皮草”（"I'd Rather Go Naked than Wear Fur"）运动。2012年两个晚上，她和歌手阿德里安诺·塞兰特诺，第二次主持了圣雷莫音乐节。
2015年3月，她被联合国儿童基金会选为意大利的慈善大使。

### 模特儿
2003年，伊莉莎贝塔·卡娜丽斯在意大利杂志《Max》拍摄裸体年历。
从2006年到2009年，她作为米兰一家迪斯科舞厅时尚品牌“好莱坞米兰”的女模特。
她在现场推广，作为纽约新城市豪华轿车穆萨“第五大道”（Musa "5th Avenue"）的车模。
2011年6月，她作为《时尚杂志》西班牙版的女模特。 2011年9月，她作为《时尚芭莎》阿拉伯版的女模特。同年，她作为罗伯特·卡沃利（Roberto Cavalli）的模特。
她在2010年6月第三次作为《名利场》的封面女郎。同一年，她在《名利场》意大利版被评为2010年最美丽的女人第四位。她在2010年，被《美信》杂志西班牙版评为排名前50的最美丽的女人第七名。
通过乔治·克鲁尼的关系，她成为潘婷代言人。在荷兰，她是欧品（Auping）的代言人。2012年6月，她在《米蘭體育報》的特别版《Sportweek Dreams》作为封面女郎，照片拍摄在圣多明各。2012年7月，她拍摄善待动物组织的广告。米兰时装周那年，她作为菲利普.普兰（Philipp Plein）和比基尼小姐的模特。

## 个人生活

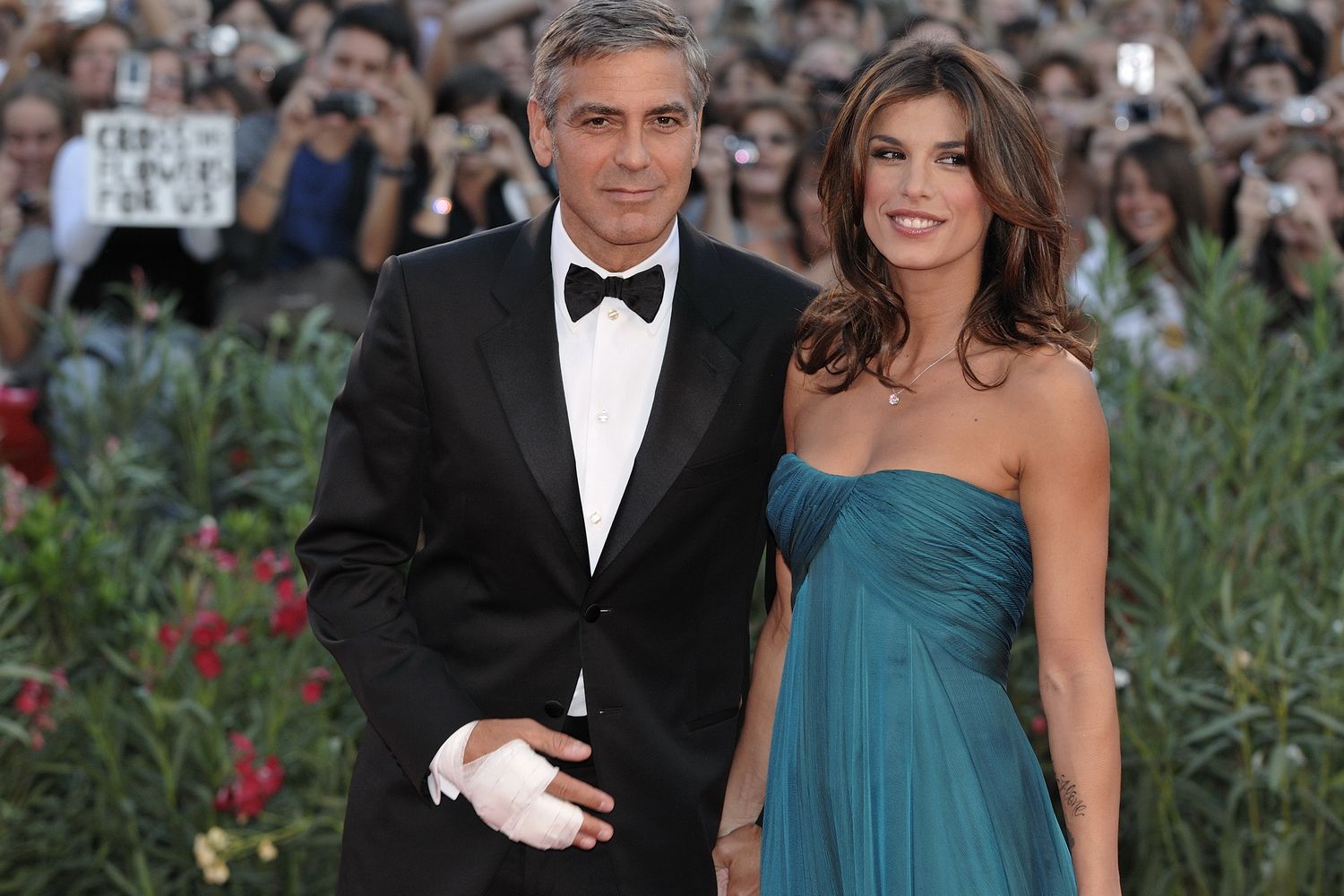
伊莉莎贝塔·卡娜丽斯和乔治·克鲁尼在第66届威尼斯电影节 (2009)

她曾经和足球运动员克里斯蒂安·维耶里订婚。 她还和电影导演加布里尔·穆奇诺（Gabriele Muccino）有一段短暂的关系，在他离婚後。随后，又和足球运动员纳尔多·费雷拉·达·席尔瓦（Reginaldo Ferreira da Silva）有一段短暂的关系。
她和美国演员乔治·克鲁尼交往两年，2011年6月，二人分手。2011年11月23日，卡娜丽斯和克鲁尼作为200个证人之一，出庭了米兰法院因涉嫌与未成年妓女进行性交易对意大利前总理西尔维奥·贝卢斯科尼的审判。
2012年，卡娜丽斯与特技演员和喜剧演员Steve-O交往三个月。
2014年9月14日，卡娜丽斯在撒丁岛和整形外科医生Brian Perri结婚。在婚礼上，意大利歌手Bianca Atzei用撒丁方言演唱《玛丽亚大道》（Ave Maria）2015年9月29日，她生下了女儿Skyler Eva。

## 影视作品

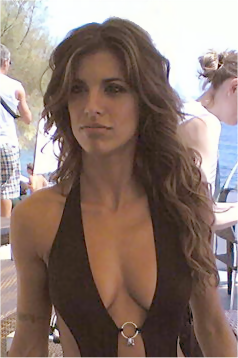
伊莉莎贝塔·卡娜丽斯，2007年

### 电影
| 年   | 作品                                                 |
| ---- | ---------------------------------------------------- |
| 2005 | 憨直舞男2:欧洲种马（Deuce Bigalow: European Gigolo） |
| 2006 | Natale a New York 内里·帕伦蒂（Neri Parenti）导演    |
| 2007 | 处女地                                               |
| 2008 | 再就不会忘记（La seconda volta non si scorda mai）   |
| 2008 | 老爸的未婚妻（La fidanzata di papà）                 |
| 2010 | 圣诞节的婚礼策划（A Natale mi sposo）                |

### 电视
| 年        | 作品                | 备注                                          |
| --------- | ------------------- | --------------------------------------------- |
| 1999/2002 | Striscia la Notizia | Canale 5                                      |
| 2003/2004 | Carabinieri 3 – 4   | 电视剧 – Canale 5                             |
| 2003–2005 | Controcampo         | 和桑德罗·皮奇尼尼（Sandro Piccinini）一起主持 |
| 2005      | Love Bugs 2         | Sit-com – Italia 1                            |
| 2007      | Artù                | Rai 2                                         |
| 2007      | Artù                | Rai 2                                         |
| 2007      | Mai dire martedì    | Italia 1                                      |
| 2007      | Festivalbar         | Italia 1                                      |
| 2008      | Medici miei         | Sit-com – Italia 1                            |
| 2009      | Total Request Live  | MTV                                           |
| 2010      | Fratelli Benvenuti  | 电视剧 – Canale 5/Rete 4                      |
| 2010      | 偷天任務            | 电视剧                                        |
| 2010      | Che tempo che fa    | Rai 3                                         |
| 2011      | 聖雷莫音樂節        | Rai Uno                                       |
| 2011      | La notte degli chef | Canale 5                                      |
| 2011      | 与星共舞            | 美国广播公司                                  |
| 2011      | 艾倫·狄珍妮秀       |                                               |
| 2012      | 聖雷莫音樂節        | Rai Uno                                       |
| 2013      | Zelig One           | Italia 1                                      |